# Festuca picturata
Festuca picturata là một loài thực vật có hoa trong họ Hòa thảo. Loài này được Pils mô tả khoa học đầu tiên năm 1980.